# Могильников, Владислав Александрович
Владисла́в Алекса́ндрович Моги́льников (28 июля 1932 — 2 декабря 2002, Москва) — советский и российский археолог, специалист в области археологии эпохи раннего железа и средневековья Алтая и Западной Сибири. Доктор исторических наук (1991). 

## Биография
Родился 28 июля 1932 года в городе Чердынь Пермской области.
В 1951 году окончил чердынскую среднюю школу.
В 1956 году с отличием окончил историко-филологический факультет Молотовского государственного университета имени A. M. Горького по специальности «историк-археолог»
Ещё в студенческие годы, будучи учеником Валерия Николаевича Чернецова, Могильников проявил тягу и способности к полевой археологии. Впоследствии Владислав Александрович провел широкие полевые исследования памятников в Западной Сибири и на Алтае. Бо́льшую часть своей деятельности учёный связал с новостроечными экспедициями. Был начальником Иртышского отряда (1966—1970). Руководил Алейской (1971—1977), Сибирско-Среднеазиатской (1978—1979) и Алтайской археологическими экспедициями. Им были открыты и исследованы многие десятки поселений и курганных могильников на Урале, Алтае, в Сибири и Казахстане.
С сентября 1956 по август 1960 года работал научным сотрудником Пермской научно-реставрационной мастерской в городе Соликамске. 
С октября 1960 по сентябрь 1963 года учился в аспирантуре Института археологии Академии наук СССР, где являлся старшим лаборантом (ноябрь 1963 — апрель 1964) и младшим научным сотрудником (май 1964 — август 1964). 
В 1964 году Институте археологии АН СССР защитил диссертацию на соискание учёной степени кандидата исторических наук по теме «Население южной части лесной полосы Западной Сибири в конце I — начале II тыс. н. э.».
С сентября 1964 по апрель 1965 года работал научным сотрудником Научно-методического совета по охране памятников культуры Министерства культуры СССР. 
В апреле-июле 1965 года был научным сотрудником Западно-Сибирской экспедиции Института археологии АН СССР. 
В 1965—1982 годах — младший научный сотрудник, в 1983—1994 годах — старший научный сотрудник Института археологии АН СССР. 
С апреля 1994 года являлся ведущим научным сотрудником Института археологии РАН.
В 1991 году защитил диссертацию на соискание учёной степени доктора исторических наук по теме «Этнокультурная история Западной Сибири в средние века» (специальность 07.00.06 — археология). 
Принимал участие в работе всесоюзных, всероссийских и международных научных конференций. Читал лекции в Тобольском, Омском и Горно-Алтайском педагогических институтах.
Автор более 200 научных работ, в том числе 6 монографий.
Умер 2 декабря 2002 года в Москве.

## Научные труды

### Монографии
- Население Верхнего Приобья в середине-второй половине I тысячелетия до н. э. / Рос. акад. наук, Ин-т археологии. — М.; Пущино: Пущинский научный центр РАН, 1997. — 196 с.  ISBN 5-201-10597-1
- Кочевники северо-западных предгорий Алтая в IX-XI веках / Рос. акад. наук. Ин-т археологии. — М.: Наука, 2002. — 362 с. ISBN 5-02-008759-9

### Статьи
- Погребальный обряд культур III в. до н.э. ‒ III в. н.э. в западной части Балтийского региона // Погребальный обряд племен Северной и Средней Европы в I тысячелетии до н.э. М., 1974.
- Тюрки. Кимаки. Сросткинская культура. Карлуки. Памятники кочевников Сибири и Средней Азии в X-XII и XIII-XIV вв. // Археология СССР: Степи Евразии в эпоху средневековья. М., 1981.
- Угры и самодийцы Урала и Западной Сибири // Археология СССР: Финно-угры и балты в эпоху средневековья. М., 1987.
- Контакты населения лесной полосы Приуралья и Западной Сибири в конце I — начале II тысячелетия н.э. // Проблемы археологии Евразии. М., 1991.
- Хунну Забайкалья. Ранний железный век лесостепи Западной Сибири // Археология СССР: Степная полоса Азиатской части СССР в скифо-сарматское время. М., 1992.